# Astragalus leptaleus
Astragalus leptaleus  (лат.) — вид полукустарников рода Астрагал (Astragalus) семейства Бобовые (Fabaceae). 

## Описание
Astragalus leptaleus — корневищное многолетнее растение. Растёт из стержневого корня и подземного разветвленного стеблекорня. У кустарника один или несколько стеблей длиной до 20 см. Сложный лист состоит из 27 листочков. Цветки находятся в чашечках чашелистиков, покрытых чёрными волосками. Цветки кремово-белые с фиолетовым пятном около кончика лодочки. Плод — бобовый стручок длиной до 2,5 см, покрытый чёрными и белыми волосками. Цветёт с июня по август.

## Ареал и местообитание
Вид произрастает в Скалистых горах (США), где встречается в Айдахо, Монтане, Вайоминге и Колорадо. Это растение водно-болотных угодий, часто растущее на берегах ручьёв с ивами, такими как Salix geyeriana. Растёт в экотоне между влажными реками и более сухими возвышенными участками. Распространённые сопутствующие растения включают Poa pratensis, Juncus balticus и Sisyrinchium idahoense. Может встречаться с редкими растениями, такими как Astragalus diversifolius, Phlox kelseyi, Salix candida, Carex livida, Primula alcalina и Lomatogonium rotatum.
Основные угрозы для этого вида связаны с изменением среды обитания, например, превращением лугов в сенокосы. Другие угрозы включают выпас скота, внедорожные транспортные средства и инвазивные виды растений.